# Oskar Lehtsalu
Oskar Lehtsalu, född 1 juni 1922 i Läänemaa, Estland, död okänt år, var en estländsk-svensk målare.
Han var son till lantbrukaren och köpmannen Juri Lehtsalu och Lovise Tamberg och från 1955 gift med korrespondenten Britha Syltöy. Lehtsalu studerade vid konstfackskolan i Tallinn 1941-1943 och vid Konstfackskolan i Stockholm 1948-1951 samt under studieresor i de skandinaviska länderna. Han vann första pris i en tävling mellan konstskolorna i Göteborg och Stockholm 1953. Tillsammans med Gerd Cronicus ställde han ut i Göteborg 1954 och han medverkade i estländska konstnärers utställningar i Stockholm och Göteborg. Hans konst består av stilleben, modellstudier, landskap och gatumotiv från Hammarbyleden i olja eller akvarell.     